# Антигон Доким
Антигон Доким (4 век п. н. е.) је био македонски официр, који је учествовао у ратовима дијадоха. Једно кратко време био је сатрап Вавилоније.

## Осваја Вавилонију
Након Александрове смрти био је Пердикин присталица и подржавао га је у Првом рату дијадоха. Пердика је намеравао да смени сатрапа Вавилоније Архонта из Пеле и да уместо њега именује Антигона Докима. Архонт од Пеле је у сарадњи са Аридејем и Птолемејем припремио скретање поворке са Александровом мумијом. Поворка је по Пердикином наређењу требало да заврши у Македонији, али Аридеј и Архонт од Пеле су омогућили Птолемеју да поворку скрене у Египат. Када је започео инвазију Египта Пердика је послао Докима на Вавилон, да би казнио Архонта од Пеле. Архонт из Пеле је ратовао са Докимом, али је погинуо. Доким је овладао сатрапијом Вавилонијом.

## Селеук преузима Докимову сатрапију
Пердика је убијен 321/320. пре н. е, па је по споразуму из Трипарадиса Вавилонија припала Селеуку. Антигон Монофталмос је добио задатак да се обрачуна са главним Пердикиним присталицама, а то су били Еумен, Алкета и Атал Андроменов. Није јасно како је Селеук преузео Вавилон од Докима, али једна Вавилонска хроника помиње да је један значајна грађевина уништена током лета или зиме 320. п. н. е. Други вавилонски извори помињу да је Селеук стигао у Вавилон у октобру или новембру 320. п. н. е. Антигон Доким је успео да побегне из Вавилона.

## Антигон заробљава Антигона Докима
Антигон Доким је побегао код Алкете и Атала. Антигон Монофталмос је 320. п. н. е. након победе над Еуменом одлучио да се обрачуна са преосталим Пердикиним присталицама, а то су били Антигон Доким, Атал и Алкета. Доким, Алкета и Атал су се налазили у Писидији. Антигон Једнооки је имао 40.000 пешака и 7.000 коњаника, а Алкета и Атал су имали 16.000 пешака и 900 коњаника. Антигон Једнооки је победио у бици крај Кретополиса и заробио је Атала, Антигона Докима и Полемона. Алкета је успео да побегне код Писиђана, али недуго након тога је убијен.

## Издаје другове
Атал, Антигон Доким и Полемон били су утамничени у једној сигурној тврђави, по свој прилици у Великој Фригији. Када су чули да је Антигон Једнооки 317. п. н. е. кренуо према источним сатрапијама да се обрачуна са Еуменом они су одлучили да покушају да се ослободе. Њих осморицу чувало је 400 војника. Они су се договорили са делом стражара, па су напали стражу и успели су да овладају тврђавом. Пришло им је и 50 људи изван тврђаве. Имали су обиље хране у тврђави, па су расправљали да ли да беже, или да у тврђави чекају Еумена. Међутим стражи је стигло појачање, па је око 3.000 војника опсело тврђаву. Антигон Доким је успео да побегне једном уском стазицом и онда је Антигоновој жени Стратоници издао своје другове одавши тајну стазу. Доким је омогућио Антигоновој војсци да заузме тврђаву. Опсада тврђаве је укупно трајала годину дана и четири месеца.

## У Антигоновој служби
Антигон Једнооки је 313. п. н. е. напао Карију великом војском. Асандар је најпре пристао да му се потчини, али након неколико дана је прекршио договор. Антигон Једнооки је онда послао велику војску да би казнио Асандра. Копненом војском је командовао Антигон Доким, а морнарицом адмирал Медија. Најпре су заузели Милет. Након тога је Антигон Једнооки заузео Трал, а након тога и Каун, па онда и целу Карију.

## У Лисимаховој служби
Непосредно пре битке код Ипса 301. п. н. е. Антигон Доким је командовао јаком тврђавом Синадом у Хелеспонтској Фригији. У Синади се налазила велика Антигонова ризница. Лисимах је опседао Синаду и тада је успео да наговори Антигона Докима да пређе на његову страну. Доким је издао Антигона Монофталмоса и предао не само Синаду, него читав низ тврђава са ризницама. Изгледа да је Лисимаху предао и Пергам и Филетера.